# Canon EOS-1D X
Canon EOS-1D X – profesjonalna lustrzanka cyfrowa japońskiej firmy Canon z serii EOS. Jej premiera miała miejsce 18 października 2011 roku. Posiada pełnowymiarową matrycę CMOS o szerokości 36 mm i rozdzielczości 18,1 megapikseli. W wyposażeniu aparatu znajduje ekran LCD z trybem Live View. Aparat łączy serie 1D oraz 1Ds czyli aparatów reporterskich i studyjnych. Jego bezpośrednimi poprzednikami są Canon EOS-1Ds Mark III oraz Canon EOS-1D Mark IV.